# Kvartsglas
Kvartsglas er glastype med mere end 95% siliciumdioxid (SiO2), Der bruges til laboratorie- og industriudstyr.

Kvartsglas kan deles op i tre hovedtyper:
- Fused quartz
- Synthetic quartz
- Fused silica satin

## Egenskaber
Kvartsglas har en række egenskaber:
- Glasset tåler temperaturer over 1000 °C
- høj transmission fra UV-området (ultraviolet lys) til IR-området (infrarødt lys)
- Kvartsglas findes både som plader og som rør og stænger.

Kvartsglas kan ikke hærdes, da det har en ekstremt lav udvidelseskoefficient og derfor er resistent over for høje temperaturforskelle.

## Typer

### Fused quartz
Fused quartz er naturligt kvartsglas, som fremstilles af +99% specielt sand, der smeltes ved meget høj temperatur. Fused quartz er den mest anvendte kvartsglastype, og kaldes derfor også almindelig kvartsglas eller naturlig kvartsglas.
Eksempler på produkter:
- Vycor fra Corning[3]

### Synthetic quartz
Synthetic quartz er, som navnet angiver, et ”syntetisk” kvartsglas. Syntetisk kvartsglas har de samme egenskaber som naturligt kvartsglas (fused quartz). Det er bare bedre.[kilde mangler] Syntetisk kvartsglas har en uovertruffen renhed og en endnu bedre transmission i den lave ende af UV-spektret.

### Fused silica satin
Fused silica satin kaldes også satinkvarts, fordi glasset ikke er transparent, men mat. Satinkvarts findes hovedsageligt som rør.